# Gerolamo Maria Caracciolo
Gerolamo Maria Caracciolo (Segle XVII) marquès de Torrecuso, fou un militar del Regne de Nàpols.
Fill de Carlo Andrea Caracciolo (1583 - 1646), duc de San Giorgio, príncep de la Campània i marquès de San Giorgio, fou nomenat Gran d'Espanya el 1666, durant el regnat de Carles II d'Espanya.
Fou home de confiança de Pedro Fajardo de Zúñiga y Requesens, el governador del Regne de Navarra, que posteriorment va comandar les tropes espanyoles durant la Guerra dels Segadors.
Durant la Guerra dels Trenta Anys va aixecar el Setge d'Hondarribia, el 1638 i el 1639 al Setge de Perpinyà.
Va participar en diverses accions de la Guerra dels Segadors després de la mort en combat del seu germà Carlo Maria Caracciolo a la batalla de Montjuïc, entre elles el Setge de Tarragona durant el 1641, sent derrotat el 1642 a la batalla de Montmeló quan es dirigia a socórrer Perpinyà, tornant al Regne de Nàpols per buscar reforços, que van desembarcar a Dénia el 1643